# Puszkinskije Gory
Puszkinskije Gory – osiedle typu miejskiego w Rosji, w obwodzie pskowskim. W 2010 roku liczyło 5222 mieszkańców.